# Coupe d'Europe des nations de rugby à XIII 1975
Navigation
Édition précédente Édition suivante
La Coupe d'Europe des nations de rugby à XIII 1975 est la dix-septième édition de la Coupe d'Europe des nations de rugby à XIII, elle se déroule du 19 janvier 1975 au 25 février 1975, et oppose l'Angleterre, la France et le Pays de Galles. Ces trois nations composent le premier niveau européen.

## Villes et stades
| Perpignan (France)              | Swansea (Pays de Galles)  | Salford (Angleterre) |
| ------------------------------- | ------------------------- | -------------------- |
| Stade Gilbert-Brutus            | St Helens Ground          | The Willows          |
| Stade Gilbert-Brutus, Perpignan | St Helens Ground, Swansea | The Willows, Salford |

## Les équipes

### France
| Nom               | Âge | Matchs (Ptsmarqués) pendant l'édition | Club               |
| ----------------- | --- | ------------------------------------- | ------------------ |
| Michel Anglade    | 28  | 2 (0)                                 | Saint-Gaudens      |
| Élie Bonal        | 29  | 2 (0)                                 | Carcassonne        |
| Michel Cassin     | 20  | 2 (0)                                 | Tonneins           |
| Bernard Curt      |     | 2 (3)                                 | Bordeaux           |
| Serge Gleyzes     | 26  | 1 (0)                                 | Carcassonne        |
| Antoine Gonzalès  | 27  | 1 (0)                                 | Villeneuve-sur-Lot |
| Didier Hermet     | 25  | 2 (0)                                 | Villeneuve-sur-Lot |
| Jean-Marie Imbert | 24  | 2 (1)                                 | Avignon            |
| Fernand Kaminski  | 23  | 1 (0)                                 | Albi               |
| Gabriel Laskawiec | 21  | 2 (0)                                 | Albi               |
| Michel Maïque     | 26  | 1 (0)                                 | Lézignan           |
| Michel Mazaré     | 20  | 1 (0)                                 | Villeneuve-sur-Lot |
| Michel Molinier   | 27  | 1 (0)                                 | Saint-Gaudens      |
| Victor Serrano    | 31  | 2 (10)                                | Saint-Gaudens      |
| Jean-Louis Solier | 27  | 2 (0)                                 | Lézignan           |
| René Terrats      | 24  | 2 (0)                                 | Saint-Estève       |
| Guy Vigouroux     | 27  | 2 (0)                                 | Cavaillon          |
| Charles Zalduendo | 22  | 2 (0)                                 | Toulouse           |

## Classement
| Classement |                |   |   |   |   |    |    |     |
|            | Équipe         | J | V | N | D | PP | PC | Pts |
| 1          | Angleterre     | 2 | 2 | 0 | 0 | 23 | 17 | 4   |
| 2          | Pays de Galles | 2 | 1 | 0 | 1 | 29 | 20 | 2   |
| 3          | France         | 2 | 0 | 0 | 2 | 17 | 32 | 0   |

| 19 janvier 1975 | France         | 9 - 11 | Angleterre     | Stade Gilbert-Brutus, Perpignan |
| 16 février 1975 | Pays de Galles | 21 - 8 | France         | St Helens Ground, Swansea       |
| 25 février 1975 | Angleterre     | 12 - 8 | Pays de Galles | The Willows, Salford            |

### France - Angleterre
(mt : 4 - 3)
Points marqués :
- France : 1 essai de Curt (68e) ; 3 pénalités de Serrano (11e, 18e et 59e).
- Angleterre : 3 essais de Fielding (28e), Dyl (49e) et Murphy (75e) ; 1 transformation de Gray (75e).

Évolution du score : 2-0, 4-0, 4-3 (mi-temps), 4-6, 6-6, 9-6, 9-11.
Arbitre :  M. Caillol (Provence)
Spectateurs : 7 950
Compositions des équipes
- France : Guy Vigouroux - Elie Bonal, Gabriel Laskawiec, Jean-Louis Solier, Bernard Curt - Michel Mazaré (o), Jean-Marie Imbert (m) - Michel Anglade, Michel Cassin, Fernand Kaminski, Victor Serrano, Didier Hermet, Serge Gleyzes - René Terrats, Charles Zalduendo - Entraîneur  :
- Angleterre : Martin Murphy - Keith Fielding, John Walsh, Les Dyl, David Redfearn - David Topliss (o), Roger Millward (m)(c) - Mike Coulman, John Gray, John Millington, John Cunningham, Eric Chisnall, George Nicholls - David Eckersley, Mick Morgan - Entraîneur : Alex Murphy.

### Pays de Galles - France
(mt : 2 - 3)
Points marqués :
- Pays de Galles : 4 essais de Mathias (45e), Bevan (63e et 75e) et Mills (65e); 3 transformations de Coslett (45e, 65e et 75e) ; 1 pénalité de Coslett (8e) ; 1 drop de Watkins.
- France : 1 essai de Molinier (72e) ; 1 transformation de Serrano (72e) ; 1 pénalité de Serrano (3e) ; 1 drop d'Imbert (33e).

Évolution du score :
Arbitre :  Fred Lindop
Spectateurs : 23 000
Compositions des équipes
- Pays de Galles : Bill Francis - Roy Mathias, David Willicombe, Frank Wilson, John Bevan - David Watkins (o), Peter Banner (m) - Jim Mills, Tony Fisher, John Mantle, Mike Nicholas, Colin Dixon, Kel Coslett - Stuart Gallacher, ? - Entraîneur : ?.
- France : Guy Vigouroux - Elie Bonal, Jean-Louis Solier, René Terrats, Bernard Curt - Michel Molinier (o), Jean-Marie Imbert (m) - Michel Cassin, Antoine Gonzales, Victor Serrano, Michel Maïque, Didier Hermet, Michel Anglade - Gabriel Laskawiec, Charles Zalduendo - Entraîneur  : ?.